# 張氏帥府
張氏帥府（ちょうしすいふ）は、中華人民共和国東北部・遼寧省瀋陽市内（旧奉天）の中心部、瀋河区朝陽街にある奉天軍閥の総帥であり満州統治者である張作霖・張学良の官邸および私邸であった建物である。別名大帥府また少帥府とも呼ばれる。現在は一般公開されており、当時の貴重な文物を見ることが出来る。

## 建物の概略

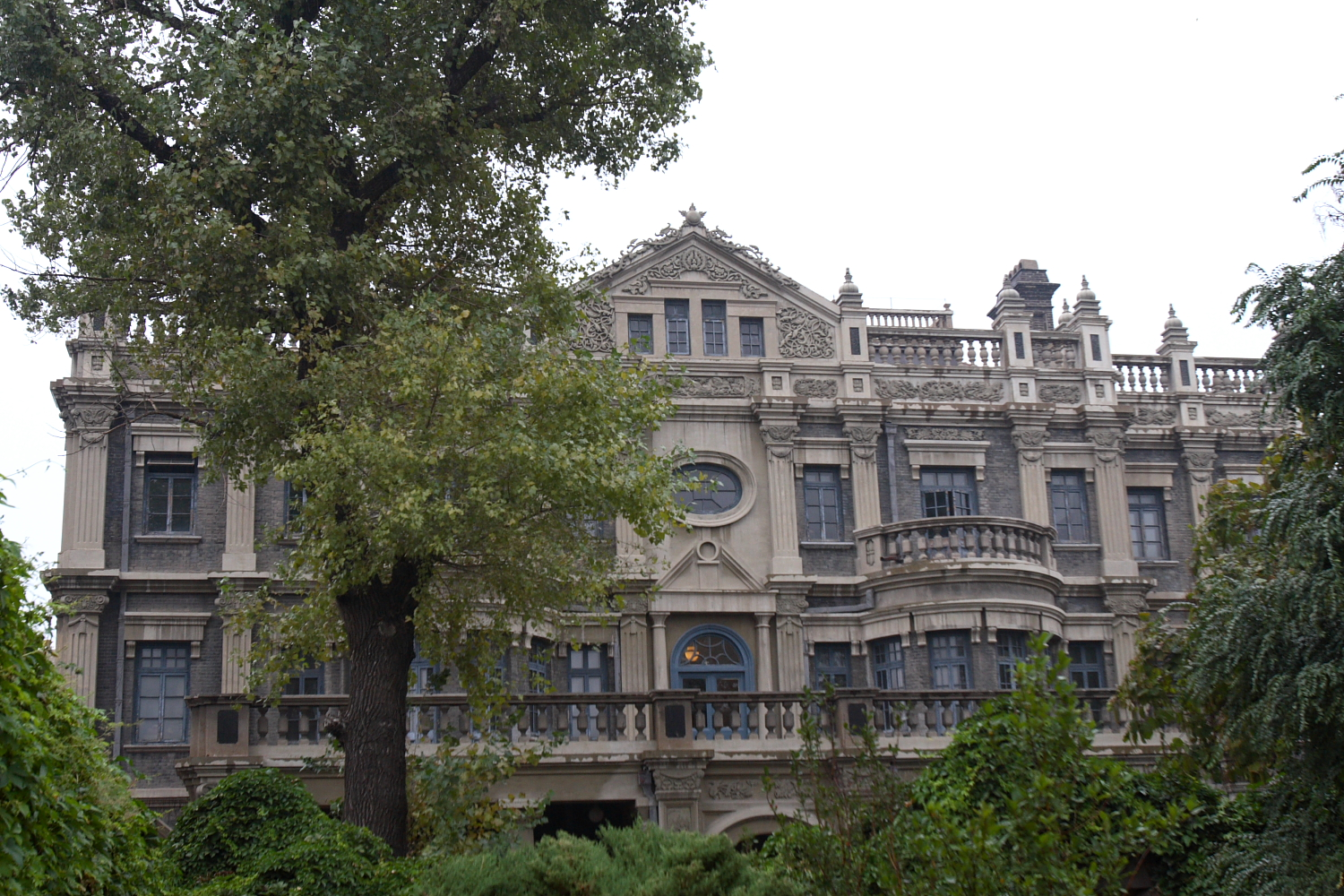
張氏帥府・大青楼

1914年の建設。その後増築などで現在の建物が揃ったのは建物の所有が張氏から離れた満洲国時代の1933年のことである。主な建造物に、大青楼、小青楼、西院、四合院、関帝廟、趙四小姐楼があり、敷地面積は約1.6平方キロメートルである。中国の伝統建築・西洋建築（特に北欧系のものが多い）が入り混じった、建築当時の中国東北部の雰囲気が残っている。
このうち、大青楼が中心の建物に当たる。張親子はここで起居し、政務を執った。重要な接客も、ここで行われた。日本の関東軍の要人や外国人の商人なども、ここで張親子と対面した。また、1929年に反日に傾いた張学良によって、日本と親しい楊宇霆らが処刑されたのも、この前庭である。

## 作霖・学良以外の張一族の展示
現在では主に大青楼に張作霖・学良の展示があるが、目を引くのは張学銘・張学思についての展示にスペースが大きく割かれていることである。彼らは張作霖の息子で、学良の弟に当たる。
1931年9月満洲事変が起こると、日本によって彼らは兄・学良とともに満洲から追われたが、さらに1936年・西安事変後に国民革命軍によって兄が捕らわれると共産党に与し（学思は1933年に既に入党）、日本軍に対して華北・東北部でゲリラ闘争を行った。1949年の中華人民共和国成立後は学銘は主に東北部の政務委員として、学思は海軍将官として活躍した。その後学思は文化大革命のために無念の最期を遂げたが、学銘は天寿を全うし、1978年12月の中華人民共和国のアメリカとの国交回復の際には、中華民国により台湾で軟禁されていた兄・学良の消息を問うなどしている。
このように張作霖の学良以外の二人の子息は数奇な運命のなかで中国共産党に大きな貢献をした人物であり、張氏帥府の展示でも彼らは高く評価され、顕彰されている。しかし、張作霖は中国共産党の初期の幹部、李大釗を処刑した人物として知られており、大衆の批判を受けたため、2022年1月には公開を一時停止した。

## 現代中国による文化財化
中華人民共和国成立後、同政府によって張氏帥府は保護されてきた。1985年に瀋陽市によって、また1988年には遼寧省によって「文物保護単位（日本でいう指定史跡）」となった。また、現在のように博物館化したのは1988年12月のことである。